# Symbiose
Symbiose (Oudgrieks: (ἠ) συμβίωσις: (het) samenleven) is in de biologie het langdurig samenleven van twee of meer organismen van verschillende soorten, waarbij de samenleving voor ten minste een van de organismen gunstig, of zelfs noodzakelijk is. De samenlevende partners heten symbionten. De grootste partner is de gastheer. Als het met één symbiont niet goed gaat, dan is het goed mogelijk dat dat voor de andere symbiont schadelijk is.
De term 'symbiose' wordt in de Europese biologische wetenschap met name gebruikt in de betekenis van 'wederzijds voordelige co-existentie'. In de Anglo-Amerikaanse literatuur wordt hiervoor ook de term mutualisme gebruikt. 'Symbiose' wordt voor alle vormen van samenleving als tegenstelling tot parasitisme gebruikt. Predatie is geen vorm van symbiose, noch van parasitisme.
Endosymbiose is een vorm van mutualistische symbiose, waarbij een organisme tussen de cellen, of zelfs in de cellen, (endocytobiose) van een gastheer leeft. Volgens de endosymbiontentheorie zijn eukaryoten in de evolutie ontstaan uit een vorm van endosymbiose.

## Indeling
In Europa is deze betekenis van symbiose in leer- en studieboeken veranderd tot een synoniem van mutualisme, wat voor de duidelijkheid soms mutualistische symbiose wordt genoemd. In de Anglo-Amerikaanse literatuur worden verschillende vormen van symbiose (in wijde betekenis) onderscheiden.
Symbiose in de breedste betekenis omvat:
- mutualisme - symbiose in engere zin, mutualistische symbiose: De samenleving van de twee levensvormen is voor beiden gunstig of zelfs noodzakelijk.
- commensalisme - De kleinere symbiont profiteert van de gastheer, maar die ondervindt daar geen nadeel aan.
- amensalisme of antibiose - De een remt het leven van de andere af, zonder er zelf voor- of nadeel van te ondervinden.

## Voorbeelden

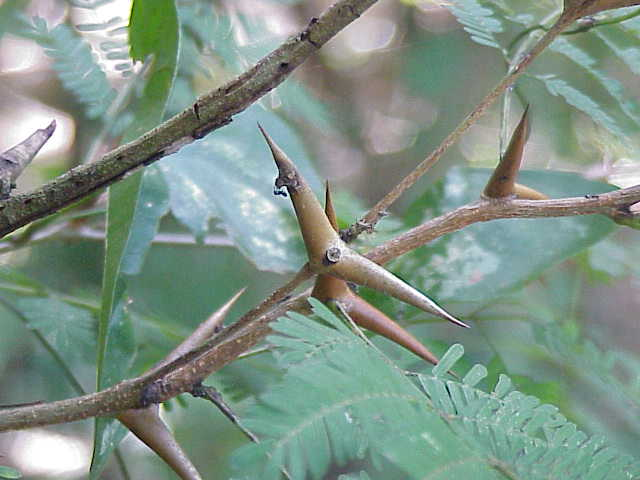
Acacia collinsii met holle stekels voor mieren ter bescherming tegen grazers en insecten.

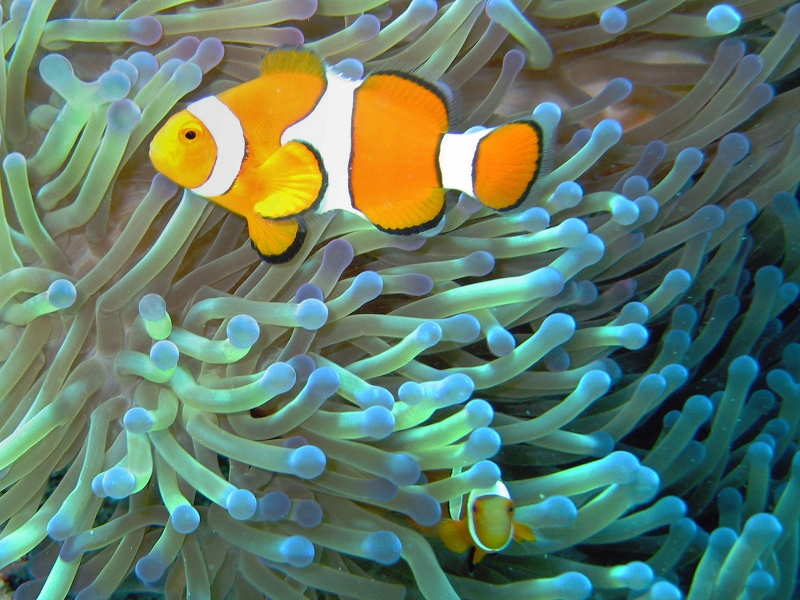
Driebandanemoonvis

### Mutualistische symbiose, symbiose in engere zin
- Sommige plant- en diersoorten zijn gedurende de evolutie erg goed op elkaar ingespeeld geraakt. Soorten acacia's leven bijvoorbeeld in symbiose met mieren. De acacia heeft niet alleen grote, holle stekels die als behuizing gebruikt worden, maar scheidt ook zoete stoffen af in de vorm van kleine suikerrijke 'broodjes'. Deze groeien aan de uiteinden van de geveerde bladeren, en worden door de mieren opgegeten. De mieren maken niet alleen gebruik van de acacia, maar beschermen de gastheer door venijnig in de tong van een planteneter te bijten als deze probeert ervan te eten. Ook insecten die van de bladeren van de acacia eten worden aangevallen.
- Entomopathogene rondwormen zijn endoparasitaire rondwormen, die parasiteren op insecten en insectenlarven en waarvan de meeste bacteriën in zich dragen. De bacteriesoorten en de rondwormen zijn voor hun voedsel op elkaar aangewezen.
- Korstmossen zijn een samenleving van een schimmel en één of soms twee soorten algen. Omdat meestal de schimmels voortplantingsorganen kunnen vormen maar de algen niet, worden de korstmossen systematisch gezien ingedeeld bij de schimmels. De schimmel levert aan de alg water en mineralen, en de alg levert aan de schimmel glucose die hij met fotosynthese maakt. Ze kunnen meestal niet zonder elkaar leven, en zijn lang aangezien voor een aparte klasse organismen.
- Ingewikkelde samenlevingsvormen komen ook bij korstmossen voor. Het korstmos Lecidea insidiosa is een voorbeeld van een parasitair korstmos, dat exclusief groeit op een ander korstmos: op Lecanora varia.
- De driebandanemoonvis of harlekijnvis eet kleine ongewervelde dieren die de zeeanemoon kunnen schaden, terwijl de uitwerpselen van de vis voedzaam zijn voor de anemoon. De anemoon beschermt de vis tegen roofdieren met zijn netelcellen, waarvoor de vis immuun is. Bovendien maakt de vis een hoog geluid, waar vlindervissen die anemonen kunnen eten, niet van houden.[2]
- Stikstofbindende Rhizobiumbacteriën met vlinderbloemigen. In de landbouw zijn klaversoorten, lupines, erwten en bonen met het oog op de bodemvruchtbaarheid daarom waardevolle gewassen.
- Een minder in het oog springende, maar vrij algemene symbiose is die van de mycorrhiza, waarbij bodemschimmels met planten samenleven. De schimmel voorziet de plant van voedingsstoffen (mineralen) terwijl de plant suikers geeft. Opvallende voorbeelden zijn vliegenzwammen onder berk, eekhoorntjesbrood onder eik en kastanjeboleet onder den. Het meest voorkomend, maar slechts microscopisch waarneembaar is het (vesiculair) arbusculair mycorrhiza, dat voorkomt bij zeer veel planten zoals grassen en kruiden.
- Vijgenbomen planten zich voort door samenwerking met vijgenwespen.
- Sommige heremietkreeften hebben een zeeanemoon op hun schelp. Die eet mee van de voedselresten van de kreeft en geeft de kreeft bescherming tegen aanvallers met zijn stekende tentakels. Als de kreeft verhuist van schelp zal hij vaak de zeeanemoon overbrengen op de nieuwe behuizing.
- Het dierlijke spijsverteringssysteem wordt bevolkt door talrijke soorten eencellige bacteriën, protozoa en schimmels, die in symbiose leven met de meercellige gastheer, de zogenaamde darmflora. Sommige eencelligen zijn daarbij slechts commensaal, andere helpen de gastheer bij de spijsvertering, waarbij ze zelf ook voedingsstoffen uit de spijsbrij betrekken (mutualisme). Voorbeelden zijn de herkauwers en houtetende insectensoorten, die cellulose kunnen afbreken tot glucose, dankzij bacteriën in hun ingewanden die het enzym cellulase aanmaken. Ook het menselijk lichaam heeft een darmflora, waarmee het als gastheer in symbiose leeft.

### Commensalisme
- Grote haaien en zeeschildpadden worden vaak door remora's of zuigvissen begeleid, die meereizen door zich met een zuignap vast te klemmen zonder dat de gastheer daar voordeel of nadeel van ondervindt.

### Antibiose
- Wortels ondergaan een antibiose met de preivlieg (daarom worden wortels vaak bij/naast prei gezaaid.)
- Penseelschimmels ondergaan een antibiose met bacteriën.
- Korstmossen scheiden zuren af die het leven van eencellige wieren en bacteriën afremmen en ze kwetsbaarder maken.

## Symbiose in fictie
Symbiose komt ook voor in fictie, bijvoorbeeld:
- Venom is een karakter in het Marvel Universum. Eddie Brock raakt geïnfecteerd met een buitenaards wezen en samen vormen zij Venom.
- In Star Trek komt de soort Trill voor, een humanoïde soort leeft hier als gastheer samen met een symbiont.

## Voetnoten
1. 1 2  (en)  The Free Dictionary. symbiosis, 27 juli 2014.
2. ↑  (en)  A Miller. Intricate relationship allows the other to flourish, 14 december 2015.